# II. Adad-nirári
II. Adad-nirári (uralkodott i. e. 911 – i. e. 891) az Újasszír Birodalom első jelentős uralkodója volt, aki két és fél évszázadnyi passzivitás és vereségek után újból világhódító pályára állította Asszíriát – igaz, az ezt biztosító belső államreformok csak unokája, II. Assur-nászir-apli idején valósultak meg.
Adad-nirári győzelmet aratott Babilónia, Hanigalbat (a régi Mitanni), Naszibína (a későbbi Niszibisz) és Katmuhi felett. Győzelmei rengeteg értékes zsákmányt, hadifoglyot és mezőgazdaságilag fontos területet (a Hábur folyó vidékét) hoztak Asszíria számára. II. Adad-nirári hadi és vadászsikerei mellett – személyesen állítólag hat elefántot ejtett el, négyet pedig fogságba ejtett és kiállított állatkertjében – azzal dicsekedett, hogy uralkodása alatt több földet szántottak fel és több gabonát halmoztak fel, mint bármikor azelőtt. A virágzás és az összegyűjtött tartalékok elősegítették a későbbi hódításokat.